# Baqyt Sultanow

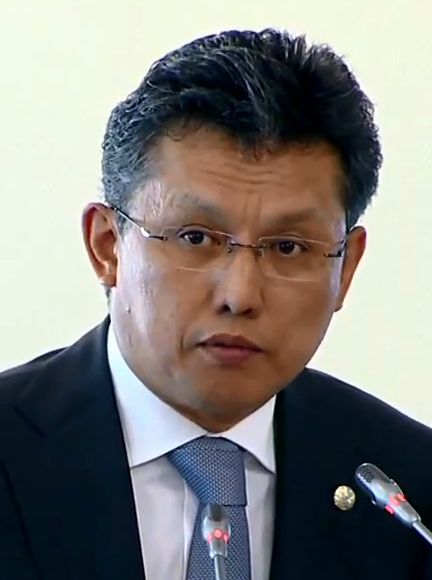
Baqyt Sultanow, 2016

Baqyt Turlychanuly Sultanow (kasachisch Бақыт Тұрлыханұлы Сұлтанов Baqyt Tūrlyhanūly Sūltanov, russisch Бахыт Турлыханович Султанов Bachyt Turlychanowitsch Sultanow; * 29. November 1971 in Alma-Ata, Kasachische SSR) ist ein kasachischer Politiker. Seit dem 17. Juni 2019 ist er Minister für Handel und Integration.

## Leben
Baqyt Sultanow wurde 1971 in der Hauptstadt der Kasachischen SSR Alma-Ata geboren, dem heutigen Almaty. Er machte 1994 einen Abschluss in Elektrotechnik an der Kasachischen Nationalen Technischen Universität Almaty. 1995 kam ein weiterer Abschluss in Wirtschaftswissenschaften an der Kasachischen Staatlichen Akademie für Management hinzu.
Er begann seine berufliche Laufbahn 1994 im kasachischen Finanzministerium, wo er verschiedene Positionen durchlief. Erst 2002 wechselte er ins Ministerium für Wirtschaft und Haushaltsplanung, wo er Direktor der Abteilung für Haushaltspolitik wurde. Von 2003 bis 2006 war er stellvertretender Minister für Wirtschaft und Haushaltsplanung und zwischen 2006 und 2007 war Sultanow Vorsitzender der Agentur für Statistik sowie stellvertretender Finanzminister Kasachstans. Am 10. August 2007 wurde er im Kabinett von Kärim Mässimow als Minister für Wirtschaft und Haushaltsplanung zum Mitglied der kasachischen Regierung. Diesen Posten hatte er knapp drei Jahre inne, bevor er am 13. März 2010 zum Assistenten des Präsidenten Nursultan Nasarbajew ernannt wurde. Von Januar 2012 bis November 2013 war er stellvertretender Leiter der Präsidialverwaltung und am 6. November 2013 wurde er zum kasachischen Finanzminister sowie zum stellvertretenden Premierminister ernannt. Seit dem 11. September 2018 war Sultanow Äkim (Bürgermeister) der kasachischen Hauptstadt Astana. Am 13. Juni 2019 wurde er aus dem Amt entlassen.
Seit dem 17. Juni 2019 war er Minister für Handel und Integration. Vom 11. Januar bis 15. August 2022 war Sultanow zusätzlich auch stellvertretender Premierminister.